# Парадисос
Парадисос или Инджес (на гръцки: Παράδεισος, до 1926 година Ιντζές, Индзес) е село в Гърция, дем Места (Нестос), административна област Източна Македония и Тракия. 

## География
Разположено е на около 36 километра североизточно от Кавала, на надморска височина от 70 метра, почти на самия десен бряг на Места.

## История

### Античност и Средновековие
Край селото има останки от античен град, който е идентифициран с Топир.

### В Османската империя
В XIX век е изцяло мюсюлманско село в Саръшабанска каза на Османската империя. На австро-унгарската военна карта е отбелязано като Индженез (Indženez). Съгласно статистиката на Васил Кънчов („Македония. Етнография и статистика“) към 1900 година Инджелеръ е турско селище и в него живеят 175 турци.
Според гръцка статистика към 1911 година селото е изцяло мюсюлманско с 511 жители мюсюлмани.

### В Гърция
В 1913 година селото попада в Гърция след Междусъюзническата война. Според статистика от 1913 година има население от 589 души. Селото е споменато като самостоятелно селище в 1924 година. През 20-те години на XX век турското му население се изселва по споразумението за обмен на население между Гърция и Турция след Лозанския мир и на негово място са заселени гърци бежанци, които в 1928 година са 114 семейства с 479 души, като селището е изцяло бежанско.
Българска статистика от 1941 година показва 625 жители.
Населението традиционно се занимава с отглеждане на тютюн и пшеница, като се занимава и с лозарство и овощарство. В езерата около Парадисос се отглежда много пъстърва.
| Име    | Име    | Ново име | Ново име | Описание                     |
| ------ | ------ | -------- | -------- | ---------------------------- |
| Инджес | Ιντζές | Охира    | Ὀχυρά    | връх в Урвил, И от Парадисос |
| Инджес | Ιντζές | Охира    | Ὀχυρά    |                              |

Става част от тогавашния дем Саръшабан по закона Каподистрияс от 1997 година. С въвеждането на закона Каликратис, Парадисос става част от дем Места.
Според преброяването от 2001 година има 429 жители, а според преброяването от 2011 година има 216 жители.
| Година    | 1913 | 1920 | 1928 | 1940 | 1951 | 1961 | 1971 | 1981 | 1991 | 2001 | 2011 | 2021 |
| --------- | ---- | ---- | ---- | ---- | ---- | ---- | ---- | ---- | ---- | ---- | ---- | ---- |
| Население | 589  | 306  | 572  | 627  | 638  | 716  | 433  | 387  | 287  | 429  | 216  | 200  |